# Ō no Yasumaro
Ō no Yasumaro (太安万侶?   , fallecido el 15 de agosto de 723) fue un cronista, burócrata y noble japonés que vivió durante la era Nara.
Es conocido por compilar y editar el Kojiki, la obra histórica más antigua de Japón, con la asistencia de Hieda no Are. Fue asignado por la emperatriz Genmei para escribir  el Kojiki en 711, usando diferentes crónicas de clanes y mitos nativos. Yasumaro lo terminó en 712.
También tuvo un rol importante en la compilación del Nihon Shoki, terminado en 720. Yasumaro se convirtió en líder de su clan en 716, y falleció en 723.